# Белджем (місто, Вісконсин)
Белджем (англ. Belgium) — місто (англ. town) в США, в окрузі Озокі штату Вісконсин. Населення — 1450 осіб (2020).

## Демографія
Згідно з переписом 2010 року, у місті мешкало 1415 осіб у 554 домогосподарствах у складі 405 родин. Було 696 помешкань
Расовий склад населення:
| - 95,9 % — білих - 1,2 % — азіатів - 0,4 % — чорних або афроамериканців - 0,2 % — корінних американців - 0,1 % — вихідців з тихоокеанських островів - 1,3 % — осіб інших рас |

До двох чи більше рас належало 0,8 %. Частка іспаномовних становила 2,7 % від усіх жителів.
За віковим діапазоном населення розподілялося таким чином: 22,7 % — особи молодші 18 років, 63,4 % — особи у віці 18—64 років, 13,9 % — особи у віці 65 років та старші. Медіана віку мешканця становила 45,9 року. На 100 осіб жіночої статі у місті припадало 113,7 чоловіків;  на 100 жінок у віці від 18 років та старших — 110,8 чоловіків також старших 18 років.
Середній дохід на одне домашнє господарство  становив 98 775 доларів США (медіана — 79 779), а середній дохід на одну сім'ю — 112 642 долари (медіана — 87 386). Медіана доходів становила 54 091 долар для чоловіків та 50 227 доларів для жінок. За межею бідності перебувало 2,8 % осіб, у тому числі 1,0 % дітей у віці до 18 років та 4,1 % осіб у віці 65 років та старших.
Цивільне працевлаштоване населення становило 870 осіб. Основні галузі зайнятості: виробництво — 23,3 %, освіта, охорона здоров'я та соціальна допомога — 20,6 %, науковці, спеціалісти, менеджери — 9,2 %, фінанси, страхування та нерухомість — 7,6 %.